# Francisco Nahuel Molina
{{Ficha de deportista
|nombre              = Francisco Molina

|nombrecompleto      = Francisco Nahuel Molina
|lugar nacimiento    = [[Miramar|Prov de Buenos Aires 
|país                = Argentina
|fecha nacimiento    = 8 de octubre de 1990 (34 años)
|nacionalidad        = Argentina
|nac_deportiva       =
|altura              = 1,78 m (5′ 10″)
|peso                = 75 kg (165 lb)

|deporte             = Fútbol
|inicio              = 14 de agosto de 2011
|equipo_debut        = Cerrito
|posición            = Mediocampista
Delantero
|goles_clubes        = 21
 
|club                = Gimnasia y Esgrima de Jujuy
|liga                = Primera B Nacional
|número              = 
|pie hábil           = izquierdo
|entrenador          = Matías Módolo

|goles internacional =
|selección           = 
|veces internacional =
|debut internacional = 
|número_selección    =

|equipos             = 
|torneos             = 
|títulos             = 
}}
Francisco Nahuel Molina (Buenos Aires (Miramar, Argentina, 8 de octubre de 1990), o simplemente Francisco Molina, es un futbolista argentino. Juega como mediocampista o delantero, y su equipo actual es el Gimnasia y Esgrima de Jujuy, más conocido como "El lobo Jujeño" o El Capo Del Norte, además es hincha del club jujeño, que compite en la Primera B Nacional.

## Trayectoria
Nacido en Buenos Aires y criado en Miramar, Francisco Molina comienza su carrera en 2011 en Uruguay jugando para el Club Sportivo Cerrito.
Cabe destacar que es el segundo jugador argentino en integrar el plantel del equipo junto a su compatriota y amigo Gastón Minutillo, quien tuvo un fugaz paso por España antes de ir a Uruguay. 
Jugó para el Cerrito hasta 2012, cuando ese año se fue al club El Tanque Sisley, en donde juega hasta 2013, cuando regresó a su país natal para formar parte de las filas del Alvarado. Es hincha fanático de Boca Juniors.
En julio de 2019 pasa a integrar el equipo de Sarmiento de Junín de Primera División.
En enero de 2024 integra el equipo de Gimnasia y Esgrima de Jujuy que participa del campeonato de Primera Nacional.

## Clubes
| Club                       | País      | Año            |
| -------------------------- | --------- | -------------- |
| Cerrito                    | Uruguay   | 2011 - 2012    |
| El Tanque Sisley           | Uruguay   | 2012 - 2013    |
| Alvarado                   | Argentina | 2013 - 2014    |
| Juventud Unida (SL)        | Argentina | 2014           |
| Alvarado                   | Argentina | 2015           |
| Deportivo Armenio          | Argentina | 2016           |
| Alvarado                   | Argentina | 2016 - 2019    |
| Sarmiento (J)              | Argentina | 2019 - 2020    |
| Deportivo Armenio          | Argentina | 2020 - 2021    |
| Deportivo Madryn           | Argentina | 2021 - 2022    |
| Villa Dálmine              | Argentina | 2022 - 2023    |
| Gimnasia y Esgrima (Jujuy) | Argentina | 2024 - Actual. |